# Mather Byles
Mather Byles (Boston, Massachusetts), 26 de marzo de 1706-idem, 5 de julio de 1788) fue un clérigo activo en la Norteamérica británica.
Byles descendía, por parte de madre, del reverendo John Cotton y del ministro puritano Richard Mather, y era nieto de Increase Mather y sobrino de Cotton Mather. De joven, Byles coincidió con el poeta Alexander Pope y el teólogo Isaac Watts.
Byles se graduó en la Universidad de Harvard en 1725, y en 1733 llegó a ser pastor de la Hollis Street Church (Iglesia de la calle Hollis) en Boston. Era muy valorado entre el clero de la provincia, y llegó a ser popular por lo bien que escribía y leía sus sermones. Habitualmente Byles compartía sátiras y parodias con el humorista y poeta Joseph Green.
Byles publicó un libro en verso Poems on Various Occasions (Poemas para ocasiones diversas) en 1744. En 1773, fue elegido para examinar los escritos de Phillis Wheatley —la primera escritora afroamericana en publicar un libro en Estados Unidos— y determinar si realmente la mujer negra era la autora del libro de poemas propuesto. (Él y el resto del comité decidieron que sí lo era.)
En el momento de producirse la Revolución de las Trece Colonias, Byles fue franco y honesto en su apoyo a la causa real, por lo que después de la evacuación británica de Boston, su conexión con la iglesia fue disuelta. Sin embargo, permaneció en Boston, y posteriormente (1777) fue arrestado, juzgado y sentenciado a deportación. Esta sentencia fue más tarde cambiada por la de prisionero en su propia casa. Pronto fue puesto en libertad, pero nunca continuó su oficio de pastor.
Byles es popular por ser el autor del siguiente dicho: Which is better - to be ruled by one tyrant three thousand miles away or by three thousand tyrants one mile away? (¿Qué es mejor? - ¿ser gobernado por un tirano a tres mil millas de aquí o por tres mil tiranos a una milla de aquí?). Esta expresión aparece, un poco variada, en la película El patriota (2000) de Mel Gibson.
Byles murió en Boston el 5 de julio de 1788, a los 82 años. Además de muchos sermones, publicó el libro A Poem on the Death of George I (Un poema a la muerte de Jorge I) (1727).